# 稲沢市立丸甲小学校
稲沢市立丸甲小学校（いなざわしりつ まるこうしょうがっこう）は、愛知県稲沢市祖父江町甲新田芝八にある公立小学校。

## 沿革
- 1839年（天保10年） - 寺子屋の塚北堂を創立。
- 1875年（明治8年） - 中島学校に改称。
- 1880年（明治13年） - 下中島小学校に改称。
- 1886年（明治19年） - 尋常小学三丸渕学校に改称。
- 1902年（明治35年） - 丸甲尋常小学校。
- 1941年（昭和16年） - 祖父江第四国民学校に改称。
- 1947年（昭和22年） - 祖父江町立丸甲小学校に改称。
- 2005年（平成17年） - 中島郡祖父江町が稲沢市に編入され稲沢市立丸甲小学校に改称。

## はだし教育
はだし教育を実施している。薄着・裸足での生活を取り組みとしている。

## 通学区域
- 祖父江町三丸渕、祖父江町甲新田[1]。

## 進学先中学校
- 稲沢市立祖父江中学校